# Arnold Langer
Arnold Langer (* 16. Januar 1921; † 27. Februar 2018) war ein deutscher Unternehmer. Nach Ende des Zweiten Weltkrieges gründete Langer, ein studierter Chemiker, die Firma Kryolan für Theaterschminke und Kunstblut. Diese ist heute der weltweit größte Produzent von Kunstblut und liefert Kunstblut, Theaterschminken und Masken an mehr als 5000 Kunden in 90 Ländern. 2012 wurde Arnold Langer zum „Familienunternehmer des Jahres“ gekürt.
Mit seiner Frau Waltraud feierte Arnold Langer am 12. Oktober 2016 die Gnadenhochzeit.